# Saint-Gor
Saint-Gor è un comune francese di 303 abitanti situato nel dipartimento delle Landes nella regione della Nuova Aquitania.

## Società

### Evoluzione demografica
Abitanti censiti